# Шасињол (Горња Лоара)
Шасињол (фр. Chassignolles) насеље је и општина у централној Француској у региону Оверња, у департману Горња Лоара која припада префектури Бријуд.
По подацима из 2011. године у општини је живело 78 становника, а густина насељености је износила 4,27 становника/km². Општина се простире на површини од 18,27 km². Налази се на средњој надморској висини од 943 метара (максималној 1.100 m, а минималној 666 m).

## Демографија
| 1962. | 1968. | 1975. | 1982. | 1990. | 1999. | 2011. |
| ----- | ----- | ----- | ----- | ----- | ----- | ----- |
| 150   | 219   | 191   | 157   | 109   | 84    | 78    |

График промене броја становника у току последњих година